# Fjodor Xhafa
Fjodor Xhafa (8 de Março de 1977, Albânia) é um futebolista albanês que joga como atacante atualmente pelo KS Bylis Ballsh da Albânia .